# Cáncamo

Cáncamo con espiga.

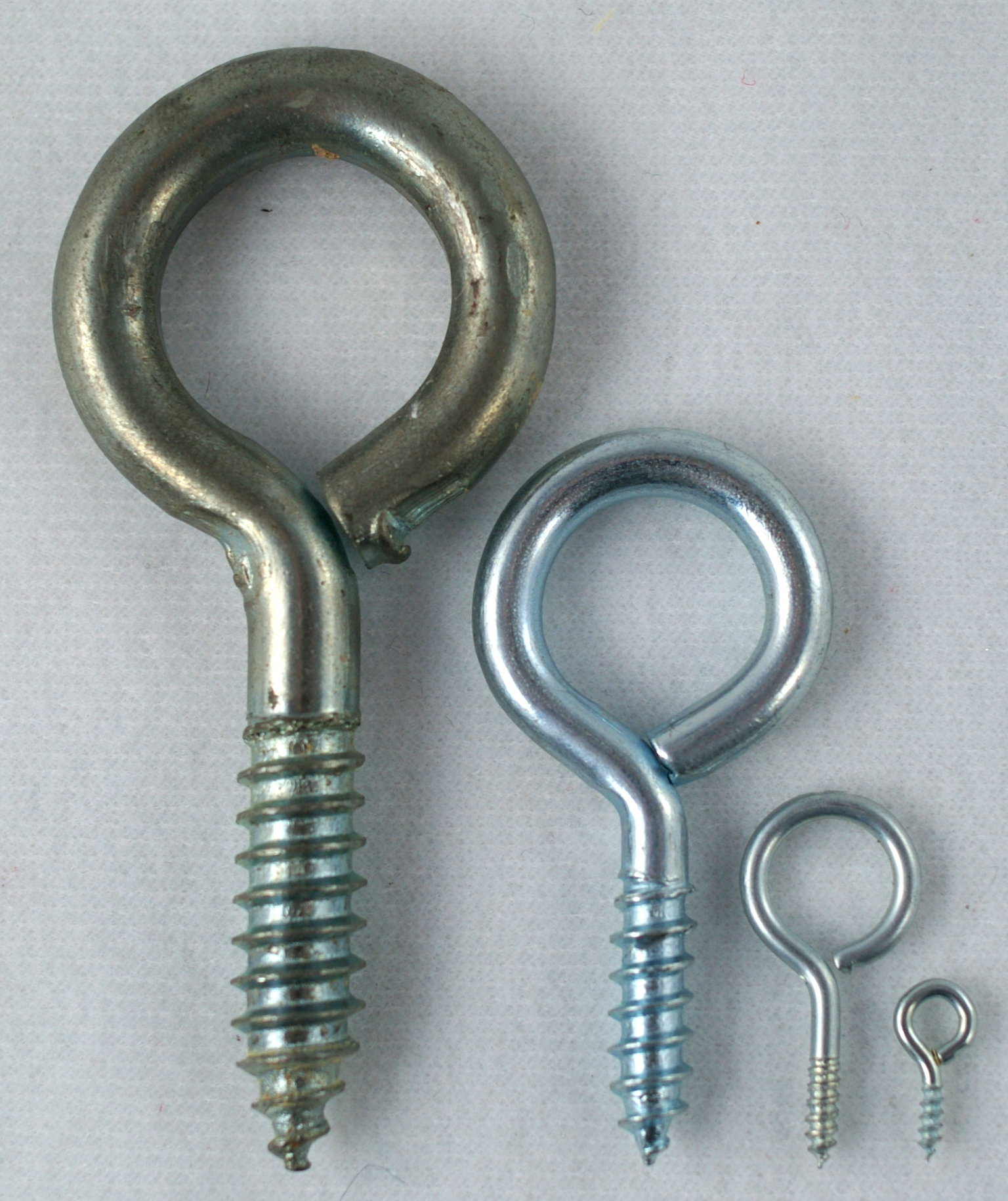
Cáncamos de distintos tamaños.

Un cáncamo, armella, hembrilla o argolla es un útil que se usa en elevación cuando se pretende izar un objeto tirando directamente de él. Para ello el cáncamo se une al objeto a elevar, generalmente por una rosca o soldándose.
El cáncamo a rosca puede ser macho (DIN 580) o hembra (DIN 582), según disponga de un tornillo o de una rosca para su sujeción; Los hay  de diferentes métricas y para distintas cargas de trabajo.
También se fabrican cáncamos abiertos  (es decir, con la argolla abierta), útil para tareas sencillas de bricolaje.

## Tipos
Hay varios tipos de cáncamos:
- Cáncamo fijo.
- Cáncamo giratorio.
- Cáncamo soldable.

- Datos: Q2710609
- Multimedia: Eye bolts / Q2710609